# Hamilton (Nova York)
Hamilton és una població dels Estats Units a l'estat de Nova York. Segons el cens del 2000 tenia 3.509 habitants.

## Demografia
Segons el cens del 2000, Hamilton tenia 3.509 habitants, 707 habitatges, i 320 famílies. La densitat de població era de 576,5 habitants/km².
Dels 707 habitatges en un 21,9% hi vivien nens de menys de 18 anys, en un 37,6% hi vivien parelles casades, en un 6,1% dones solteres, i en un 54,6% no eren unitats familiars. En el 41,3% dels habitatges hi vivien persones soles el 19,9% de les quals corresponia a persones de 65 anys o més que vivien soles. El nombre mitjà de persones vivint en cada habitatge era de 2,13 i el nombre mitjà de persones que vivien en cada família era de 2,92.
Per edats la població es repartia de la següent manera: un 8,6% tenia menys de 18 anys, un 62,6% entre 18 i 24, un 10% entre 25 i 44, un 9,3% de 45 a 60 i un 9,5% 65 anys o més.
L'edat mediana era de 21 anys. Per cada 100 dones de 18 o més anys hi havia 81,7 homes.
La renda mediana per habitatge era de 36.583 $ i la renda mediana per família de 68.864 $. Els homes tenien una renda mediana de 41.000 $ mentre que les dones 33.750 $. La renda per capita de la població era de 13.203 $. Entorn del 3,1% de les famílies i el 18,5% de la població estaven per davall del llindar de pobresa.